# Ihumenowo (gmina)
Ihumenowo (Ihumenów, Ihumentów) – dawna gmina wiejska funkcjonująca pod zwierzchnictwem polskim od 1919 do najpóźniej 1923 roku (czytaj niżej) na obszarze tzw. administracyjnego okręgu wileńskiego (obecnie na Białorusi). Nazwa gminy pochodzi od wsi Ihumenowo, lecz siedzibą władz gminy były Szkunciki (187 mieszk. w 1921 roku).
Przed I wojną światową gmina Ihumenowo należała do powiatu dziśnieńskiego w guberni wileńskiej. Po wojnie jednostka weszła w skład powiatu dziśnieńskiego administrowanego przez Zarząd Cywilny Ziem Wschodnich. W grudniu 1919 roku liczyła 5871 mieszkańców.
Brak informacji o dacie zniesienia gminy, lecz w Skorowidzu miejscowości RP, wydanym w 1923 roku, jednostka o nazwie Ihumenowo już nie istnieje, a zarówno Ihumenowo, jak i Szkunciki należą do gminy Hermanowicze w powiecie dziśnieńskim. Brak informacji o dacie zniesienia jednostki nie pozwala też ustalić dalszej przynależności ponadpowiatowej gminy (1920–21: okręg nowogródzki, 1921–22: nowogródzkie, od 1922: Ziemia Wileńska).